# Салезианская семья

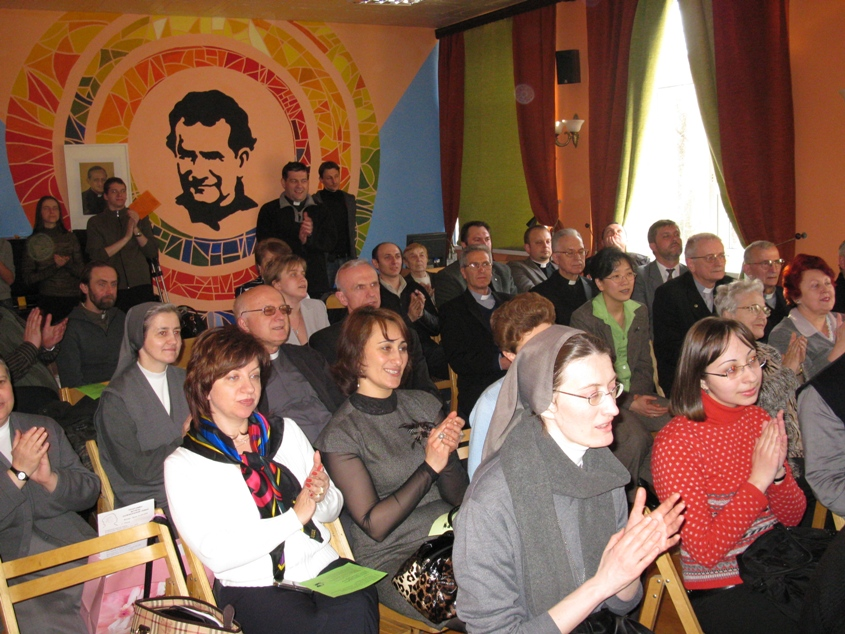
Праздник в салезианском детском приюте в Москве. Салезианцы Дона Боско, Дочери Марии Помощницы Христиан и Салезианские сотрудники

Салезианская семья — католическое движение монашествующих и мирян, соотносящих себя с харизмой Дона Боско.
По словам Павла VI, Салезианская семья присутствует 

«везде, куда дошла Церковь… Её аспекты те же, что и у самой Церкви, и она вносит свой неоценимый вклад примеров и труда»
(Павел VI, 3 ноября 1975 года, Аудиенция для Салезианской семьи).

Сегодня существует около пятидесяти групп, входящих в Салезианскую семью (среди них — монашеские, мирские институты, церковные и гражданские ассоциации); все они признаны или ожидают признания.
Три из существующих групп основал сам Иоанн Боско. Это Салезианцы, Дочери Марии Помощницы Христиан, Салезианские сотрудники. Остальные были основаны салезианцами; одну основал кардинал Гуарино (не салезианец).

## Замысел святого Иоанна Боско
Салезианская семья возникла и развивается благодаря усердию святого Дона (Отца) Иоанна Боско, чьим примером вдохновлены многие приверженцы его харизмы.
Салезианская семья имеет три основные задачи:
1. Спасти нуждающихся подростков и детей
2. Найти добровольцев, желающих помогать в воспитании детей и в развитии молодежи.
3. Объединять добровольцев под одной идеей, способствовать их обучению и углублению в методику.

Каждая группа из Салезианской семьи подчеркивает одну особенную черту богатства харизмы Дона Боско; но все они, каждая по-своему, идут путём глубокой и простой святости.
Сохраняя свою самостоятельность, каждая группа признает Генерального Настоятеля Салезианцев, преемника Дона Боско, центром единства всей Салезианской семьи, гарантом того, что каждая группа верна первоначальной харизме Основателя. За Салезианской Конгрегацией признана особая роль духовного воодушевления, которую она унаследовала от Дона Боско.

## Критерии признания членства
«Общими элементами» между различными группами Салезианской семьи можно назвать прежде всего то, что они призваны для единой спасительной миссии Дона Боско и осуществляют её каждая в своём духе, с учётом различных специфических призваний и местных условий.
Также группа должна обладать следующими ценностями:
— Салезианским призванием: Группа должна доказать, что она движима Богом и считает Дона Боско образцом и учителем, а также желает каким-либо образом воплотить его харизму.
— Участие в молодёжной и простонародной салезианской миссии, путём прямой или косвенной помощи. Все или некоторые задачи группы должны совпадать с общей салезианской миссией: евангелизацией и катехизацией, всецелым развитием молодёжи, особенно бедной и заброшенной, христианской культурой «народа» (в частности, посредством средств массовой коммуникации), специфически миссионерской работой.
— Салезианским духом в воспитательно-пастырском методе. Направляющий все группы салезианский дух един, и его первоначальный образец — жизненный стиль в Вальдокко, где трудился Дон Боско. Этот дух исполнен пасторской любовью, семейным духом, оптимизмом, простой и живой молитвой, любовью к Таинствам, преданностью Деве Марии и Богу. Каждой группе также необходимо принять пастырскую систему критериев и развития, которая опирается на «Упредительную систему Дона Боско»
— Активное участие и сотрудничество — необходимая характеристика любого салезианского центра. Каждая группа, сохраняя свою специфичность и самостоятельность, включается в реальность Салезианской семьи.
Признание членства в Салезианской семье провозглашает Генеральный Настоятель со своим Советом после того, как группа открыто выскажет свою просьбу и утвердит вышеизложенные принципы в официальных документах данной учреждённой группы.

## Сотрудничество в Салезианской семье
Вступив в Салезианскую семью и получив призвание, группа признаёт Генерального Настоятеля преемником Дона Боско, а за Салезианской Конгрегацией — особую роль духовного руководства.
Вступление какой-либо группы в Салезианскую семью требует поддержки прочих групп: требуется знание друг друга, взаимопомощь, развитие призваний, связь и присутствие во время значительных событий в жизни каждой группы.